# Rhus lucida
Rhus lucida là một loài thực vật có hoa trong họ Đào lộn hột. Loài này được L. miêu tả khoa học đầu tiên năm 1753.